# PostgreSQL
PostgreSQL är en databashanterare baserad på öppen källkod. Den följer SQL-standarden i mycket hög grad och erbjuder avancerade funktioner som vissa enklare databaser saknar, exempelvis lagrade procedurer, triggers och stöd för användarskapade funktioner skrivna i en mängd olika språk. Systemet som senare skulle bli PostgreSQL började utvecklas på University of California, Berkeley 1986.

## Historia
När Dr Michael Stonebraker återvände från näringslivet (efter att ha kommersialiserat sitt tidigare Ingres-projekt) till University of California, Berkeley, 1985 startade han ett nytt projekt för att arbeta med problem kring dåtidens databashanterare. Projektet fick namnet Postgres då det var efter Ingres, post-Ingres. Projektet startade 1986 med ett stort fokus kring hantering av typer samt relationer och ett flertal artiklar publicerades kring systemets arkitektur. Målet var från början att kunna hantera typer och relationer med ett avancerat regelsystem. Den första prototypen av systemet blev klar 1988 och version 1 släpptes i juni 1989. Ett år senare släpptes version 2 med omarbetad regelhantering vilken återigen omarbetades inför version 3 vilken släpptes 1991. Sista versionen, 4 - vilken till stor del var en uppstädning, släpptes 1994 varpå projektet avslutades.
Användarbasen var vid projektets avslutning avsevärd och Postgres kommersialiserades i företaget Illustra vilket sedermera köptes av Informix. Informix databasverksamhet blev i sin tur uppköpt 2001 av IBM för 1 miljard dollar.
Postgres var dock licensierat med BSD-licensen och utvecklingen kunde därmed fortsätta utvecklas även efter projektets slut. 1995 ersatte två av Stonebrakers studenter (Andrew Yu och Jolly Chen) Postgres frågesystem QUEL med en SQL-tolk och döpte det resulterande systemet Postgres95.
1996 påbörjades utvecklingen av Postgres95 utanför den akademiska sfären i form av ett öppen-källkod projekt vilket tog namnet PostgreSQL. Projektet startades av Marc G. Fournier, Bruce Momjian och Vadim B. Mikheev och släppte sin första version i januari 1997. Versionen döptes till 6.0 för att erkänna allt arbete på vilket projektet byggde.

## Användare (i urval)
- Afilias, för domänregister för bland annat .org och .info[2]
- Sony Online, för multispelar onlinespel[3]
- BASF, för e-handelsplattform[4]
- hi5.com, socialt nätverk[5]
- O3Spaces, Document Management[6]
- Skype, tjänst för internettelefoni[7]